# Linda bei Neustadt an der Orla
Linda bei Neustadt an der Orla, Linda b. Neustadt an der Orla – dzielnica miasta Neustadt an der Orla w Niemczech, w kraju związkowym Turyngia, w powiecie Saale-Orla. Do 30 grudnia 2019 samodzielna gmina, której niektóre zadania administracyjne realizowane były już przez miasto Neustadt an der Orla. Miasto to pełniło rolę "gminy realizującej" (niem. "erfüllende Gemeinde").